# Докудовский сельсовет (Гродненская область)
Докудовский сельсовет (бел. Дакудаўскі сельсавет) — упразднённая административная единица на территории Лидского района Гродненской области Белоруссии.

## История
В 2013 году сельсовет был упразднён, все населённые пункты вошли в состав Третьяковского сельсовета.

## Состав
Докудовский сельсовет включал 17 населённых пунктов:
- Анацки — деревня.
- Бискупцы — деревня.
- Бурносы — деревня.
- Гавья-Пески — деревня.
- Докудово 1 — деревня.
- Докудово 2 — деревня.
- Ельня — деревня.
- Заболотня — деревня.
- Корнилки — деревня.
- Лучки — деревня.
- Мелегово — деревня.
- Микуличи — деревня.
- Миссури — деревня.
- Петры — деревня.
- Поросли — деревня.
- Филоновцы — деревня.
- Черевки — деревня.